# Megistoterium
Megistoterium – rodzaj wymarłych ssaków z rodziny hienodontów (Hyaenodontidae). Jeden z największych mięsożernych ssaków lądowych w dziejach ziemi, zaliczany nie do rzędu drapieżnych, a do kreodontów (pradrapieżnych). Był jednym z ostatnich przedstawicieli swej grupy. Zamieszkiwał Afrykę na terenach dzisiejszej Libii i Egipcie 24-21 milionów lat temu (wczesny miocen). Osiągał 1,7 metra wzrostu, 4-6 metrów  długości i prawdopodobnie masę ok. 500 kilogramów. Jego czaszka osiągała długość 60 cm. Samiec był większy od samicy. Zwierzę to było – wraz z mongolskim andrewzarchem – największym znanym drapieżnym ssakiem lądowym w dziejach (niektórzy sądzą jednak że andrewzarch był nieco większy).
Etymologia nazwy rodzajowej: gr. μεγιστος megistos „największy”, forma wyższa od μεγας megas, μεγαλη megalē „wielki”; θηριον thērion „dzikie zwierzę”.
Wraz z kośćmi megistiterium znajdowano także skamieniałości młodych mastodontów, na które zwierzęta te mogły polować. Nie można jednak wykluczyć, że były one padlinożercami.
Megistoterium było jednocześnie jednym z ostatnich kreodontów, jakie pojawiły się na Ziemi. 
Pierwsze znaleziska z Egiptu, z Moghara (1918) obejmowały tylko kilka fragmentów czaszki. Dopiero szczęki i zęby wykopane w 1973 w Gebel Zelten w Libii pozwoliły sklasyfikować tego wielkiego ssaka. Szczątkami Megistotherium mogą być też znaleziska z Pakistanu i wschodniej Afryki.